# Hail the Villain
Hail the Villain est un groupe de hard rock canadien, originaire de Oshawa, en Ontario. Le groupe est initialement formé sous le nom de Fahrenheit en 2003, avant de changer de nom pour Hail the Villain en 2006. Sous ce nom, un premier album est publié sous le titre Population: Declining, en 2011. Un an plus tard, en 2012, le groupe se met en pause.

## Biographie
Hail the Villain est originaire de Oshawa, en Ontario, et se forme en 2003 après que le chanteur Bryan Crouch quitte l'école. Hail the Villain était à l'origine Fahrenheit en 2003. Durant l'an 2006, Fahrenheit change le nom du groupe en Hail the Villain. Dans l'été 2009, Hail the Villain signe chez Warner Music Canada, mais, en 2010, Roadrunner Records leur propose de sortir l'album aux États-Unis. 
Le premier album de la formation, intitulé Population: Declining, sort une fois en 2008, et est réédité chez Roadrunner Records, le 8 juin 2010. Ce premier album est mixé par Mike Fraser. Le 17 août 2010, Hail The Villain joue au Jägermeister Stage du Rockstar Energy Drink Uproar Festival. À cette période, le groupe prévoit de jouer au Jose Quervo Second Stage au Kansas City Rockfest, puis joue au Downtown Kansas City, dans le Missouri, au Liberty Memorial le 14 mai 2011 ; le concert est retransmis sur AEG Live, et KQRC 98.9 The Rock, et devient leur plus grand festival américain où ils jouent devant 55 000 spectateurs. Au début du 21 novembre, Runaway est utilisé comme chanson-thème pour le Survivor Series de la WWE. 
En 2011, Population: Declining est nommé pour l'album rock de l'année aux Juno Awards. Le 11 novembre 2011, Bryan Crouch quitte le groupe. Cependant, le 8 février 2012, le groupe publie un post sur leurs pages Twitter et Facebook, déclarant : « Nous ne sommes pas morts. Nous écrivons. Restez à l'écoute. » Bryan Crouch formera le groupe Six Side Die. Le 17 février 2016, leur site web officiel reste inactif.
Hail the Villain lance deux volumes de bande dessinée, Volume 1: Take Back the Fear et Volume 2: My Reward.

## Membres

### Derniers membres
- Joseph Stamp - guitare
- Chad Taylor - basse
- Flavio Cirillo - batterie

### Anciens membres
- Bryan Crouch - chant
- Drew Dockrill - batterie

## Discographie

### Singles
| Année | Titre              | Meilleure position | Meilleure position | Meilleure position | Meilleure position | Album                 |
| Année | Titre              | CAN Alt ,          | CAN Rock ,         | US Main            | US Rock            | Album                 |
| ----- | ------------------ | ------------------ | ------------------ | ------------------ | ------------------ | --------------------- |
| 2010  | Take Back the Fear | 15                 | 13                 | 20                 | 32                 | Population: Declining |
| 2010  | Runaway            | 21                 | 14                 | 24                 | 46                 | Population: Declining |
| 2011  | My Reward          | —                  | —                  | —                  | —                  | Population: Declining |

### Clips
- Take Back the Fear (clip avec le groupe et un dessin animé)
- Runaway (clip avec le groupe et un dessin animé)
- My Reward[8].